# Toilettes sèches
 (octobre 2012).

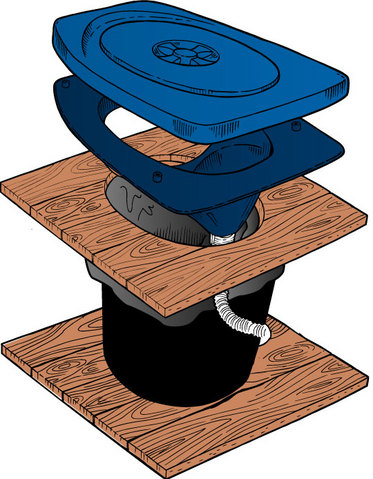
Exemple d'installation de toilettes sèches à séparation Separett

Les toilettes sèches, aussi appelées toilettes à compost, toilettes à litière (sèche) ou TLB (toilettes à litière biomaîtrisée), sont des toilettes qui n'utilisent pas d'eau. L’intérêt d'assainissement écologique est de récupérer les excréments pour une valorisation séparée ou non, pour en faire du fertilisant (compost) ou de l'énergie (biométhanisation, électricité, chaleur). L'urine séparée à la source sert alors d'engrais plus directement assimilable par les cultures sous conditions.

## Deux solutions possibles
La séparation ou non des fèces et urines détermine le type de technologie nécessaire pour leur valorisation.
La solution la plus simple consiste à ne pas séparer les fèces et l'urine (toilettes sèches en mélange à sciures) ; les selles et l'urine sont mélangées dans un récipient. Cette solution limite la valorisation des matières en simple compost pour le jardin.
La solution plus exigeante, mais beaucoup plus performante permettant une valorisation indépendante, consiste à séparer à la source les éléments ; les urines sont séparées des solides, fèces et papier toilette, dans leur réceptacle respectif pour être traitées séparément.

## Tendances
Dans les pays occidentaux, environ 35 à 40 % de l'eau potable passe à l'égout, principalement dans les zones urbanisées, la fosse septique étant plus courante dans les zones rurales. L'intérêt des toilettes sèches, outre le fait de ne pas utiliser d'eau du tout, est aussi de collecter puis valoriser des matières qui habituellement sont rejetées à l'égout et nécessitent des opérations d'épuration des eaux usées, dont la charge revient alors à la collectivité.
Des toilettes sèches d'abord utilisées pour les refuges et zones isolées ont été adaptées à la mobilité et à la location pour les festivals regroupant plusieurs dizaines de milliers de visiteurs, et y ont rencontré de franc succès. Il suffit de prévoir des panneaux explicatifs, l'entretien nécessaire et un peu de surveillance. Elles deviennent ainsi une alternative raisonnable aux toilettes chimiques.

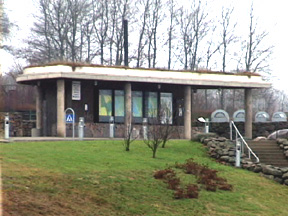
Toilettes publiques à compost, sur l'autoroute E6 en Suède

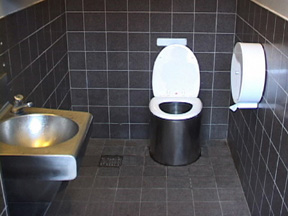
Vue d'un WC à compost, sur l'autoroute E6 en Suède

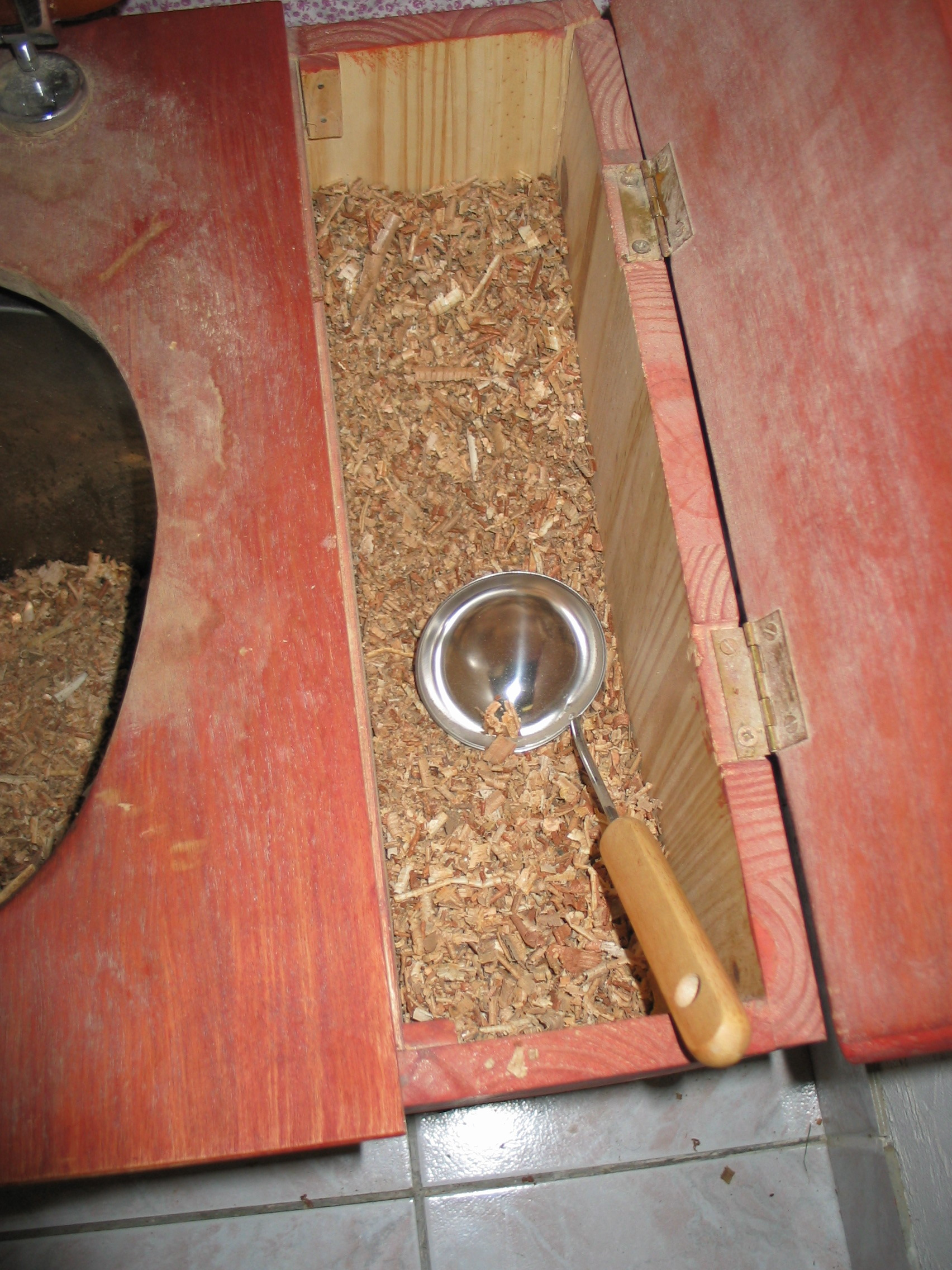
Utilisation de copeaux de bois.

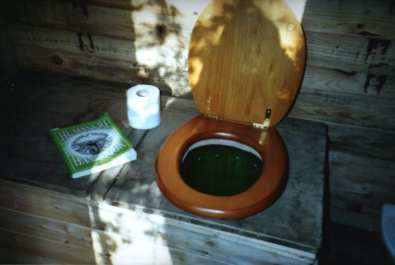
Exemple d'aménagement de toilettes sèches en Angleterre.

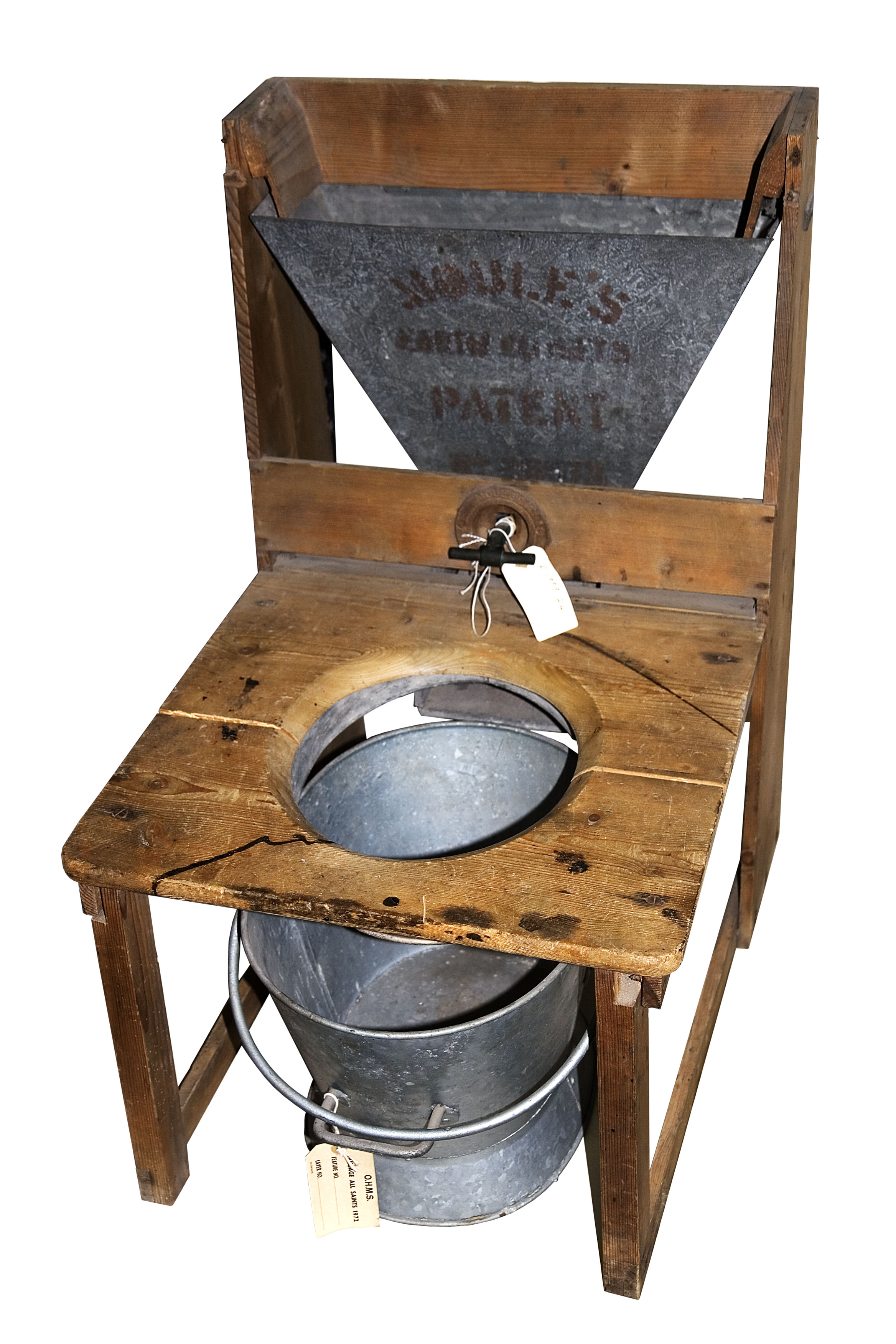
Version améliorée du premier modèle déposé (1875)

## Intérêts et limites

### Économiques
L'économie d'eau, de surcroît potable, est un facteur d’intérêt important. Les toilettes sèches sont une alternative à la chasse d'eau en évitant le gaspillage de 3 à 12 litres d'eau potable à chaque utilisation. S'ajoute, à l'économie directe de l'eau potable, l'économie de traitement qui n'est pas neutre pour la collectivité.
10,95 m3 d'eau potable (sur une base de 30 l par jour) par an et par personne sont nécessaires pour l'usage exclusif de la chasse d'eau. Ce qui représente une consommation annuelle pour la France de plus de 733 millions de mètres cubes, soit l'équivalent de 195 640 piscines olympiques.
La production de fèces en France représente par jour l'équivalent du poids de la tour Eiffel, soit 10 100 t.

### Environnementales

#### Pour un meilleur respect du cycle de l'eau
Les selles se dégradent mal dans l'eau. Les bactéries et substances chimiques que nous rejetons nécessitent un traitement plus long pour être aussi inoffensives que l'eau grise (eau de lavage). Donc la chasse d'eau des WC augmente considérablement la charge des stations d'épuration en volume et en puissance. Dans le cas d'un traitement par bassins plantés (lagunage) des eaux grises, l'usage de toilettes sèches permet de diminuer le nombre de bassins successifs et de simplifier le traitement, le rendant accessible aux maisons individuelles.

#### Afin d'optimiser les ressources naturelles
Sous la forme d'un amendement organique de qualité, les déjections, par un tri sélectif à la source, permettent de restituer plus directement à la terre les éléments nutritifs (azote, phosphore, potassium). Ceux qui cultivent un jardin trouvent directement une utilisation à leur compost, sinon un voisin jardinier ou cultivateur peut en tirer parti.
Sous la forme de matière organique à biométhaniser, les déjections produisent un biogaz valorisable pour la production d'électricité, du chauffage ou les deux (cogénération). Il existe aussi des cas où le gaz alimente un parc automobile adapté.

#### Réduction des problèmes d'eutrophisation
Lors de leur élimination via les toilettes à eau traditionnelles, les selles et urines libèrent des quantités importantes d'azote et de phosphore dans l'eau, participant ainsi de manière sensible à la dégradation des écosystèmes aquatiques (eutrophisation). Une partie du phosphore évacué par les eaux finit par sédimenter et devient inaccessible aux êtres vivants, ces pertes ne sont pas compensées par la production minière : le cycle du phosphore est ouvert. Les toilettes sèches peuvent contribuer ainsi à limiter la raréfaction du phosphore dans la biosphère.

### Techniques
Le principe de fonctionnement des toilettes sèches permet une réduction de bruits générés par la chasse d'eau.
L’absence de raccordement au réseau d’eau usées et en alimentation en eau (potable ou non) simplifie l’installation. De fait, cela  supprime également le risque de gel de canalisation (dans le cas par exemple de toilettes extérieures dans les pays froids).

### Sociales
Les réticences vis-à-vis des toilettes sèches sont en partie culturelles et en partie rationnelles. Sur le plan culturel, la Suède a sur ce point pris un peu d'avance. Déjà utilisées au Moyen Âge, puis de Louis XIV à Napoléon Ier, elles ont réapparues avant la Seconde Guerre mondiale, les toilettes sèches y sont complètement entrées dans les mœurs, au point que la commune de Tanum ne délivre plus aujourd'hui de permis de construire si la maison n'en prévoit pas,.

### Sanitaires
Le risque de péril fécal est un risque lié au traitement des matières fécales issues des toilettes sèches qui ne comprend pas de stérilisation en rapport aux agents pathogènes présents dans les déjections humaines (virus, bactéries, parasites éventuels). Un compost issu de compostage utilisé sur des cultures induit un risque sanitaire pour les eaux et la consommation des cultures[réf. nécessaire].
En outre, si elles sont bien gérées, les toilettes sèches peuvent pallier les problèmes d'épidémies, très importants dans les pays en voie de développement où les populations utilisent des latrines qui contaminent les nappes phréatiques.
L'usage de boues de stations d'épuration de niveau 1 ou 2 présente d'ailleurs aussi un risque, mais faible et difficile à quantifier.

## Toilettes sèches en mélange

### Toilettes sèches à sciures
Ce type de toilettes est le plus simplement composé d'un seau. Cette technique rudimentaire consiste à mélanger aux matières organiques (selles et urine) et au papier des matières carbonées structurantes tels des copeaux, de la sciure de bois, des feuilles mortes ou autres sources carbonées recyclables, de façon à obtenir un équilibre carbone/azote dans le mélange et à bloquer la fermentation anaérobie. Cet équilibre permet le démarrage sans soucis du compostage. La présence de l'eau apportée par l'urine participe à la constitution d'un mélange apte à se décomposer. L'absence d'odeur dépend aussi de l'humidité du mélange. Un excès de liquide associé à un structurant carboné peu efficace entraîne une décomposition anaérobie et malodorante dans le fond. Une insuffisance d'humidité ne permet pas de démarrer le compostage aussi sereinement.
Pour l'urine, la sciure doit être mise avant car l'eau doit être absorbée en surface avant d'inonder le fond. Il est peu utile de rajouter la litière (sciures, copeaux...) après l'urine.
Il est déconseillé d'ajouter aux déjections des matières pouvant gêner l'aération par colmatage tels la terre, la cendre ou la chaux au pH trop basique pour les micro-organismes qui permettent le compostage ainsi que la tourbe, une matière épuisable et non renouvelable.
L’appellation « toilettes à litière biomaîtrisée » (TLB) identifie le fait que ce type de modèle permet le contrôle de la réaction chimique de dégradation des urines et des fèces, grâce à l'ajout de matière ligneuse (litière). Joseph Országh a réalisé des études à ce sujet durant de nombreuses années et créé un site où il en publie les résultats.

#### Intérêts
- Peu onéreux
- Facile à mettre en œuvre
- Respectueux de l'environnement (ne pollue pas les cours d'eau)
- Permet la création d'un humus riche pour le potager ou le jardin
- Mobile, n'a besoin d'aucun raccordement (eau, égouts, électricité)
- Pas de toilettes bouchées

#### Limites
- Même si son coût est modique, il faut s'approvisionner en sciure et la stocker à proximité des toilettes. Dans le cas de copeaux ou de sciure, il faut de plus s'assurer qu'ils ne proviennent pas de bois traités afin de ne pas contaminer la terre via le compost (les produits de traitements n'étant que très partiellement biodégradables). Par an, prévoir un à deux mètres cubes de sciure pour un ménage de trois-quatre personnes.
- Le compostage nécessite un lieu adéquat à l'extérieur du logement. Les toilettes sèches sont donc plus appropriées aux zones rurales et péri-urbaines, mais quelques mètres carrés par ménage suffisent (c'est-à-dire un mètre carré au sol par personne).
- Il faut veiller à la vidange et entretien minimal du seau ; en prévoir un second au besoin. Préférer investir dans un seau en inox (plus durable et facile d'entretien) ou se contenter d'un seau en plastique (polyuréthane de préférence). Il est cependant mieux d'alterner deux seaux en plastique (un est aéré quand l'autre est utilisé) pour éviter une possible imprégnation des odeurs.
- Vidange du seau tous les 3 jours

## Toilettes sèches à séparation

Principe technique de la séparation des excréments humains liquides et solides

### À séparation d'urine
Avec ce système l'urine est séparée des matières fécales directement à la source, dans les toilettes. Tous les utilisateurs doivent s’asseoir sur le siège (homme et femme). Ce système à séparation évite 80 % des odeurs et accélère la déshydratation des excréments. Le restant d'odeur, lors d'une forte utilisation, est évacué vers l'extérieur par une ventilation (extracteur d'air mécanique, ou électrique). Une fois déshydratés ou lombricompostés, les excréments forment un déchet neutre qu'il faut évacuer régulièrement (après quelques mois à plusieurs années selon l'utilisation) puis traiter en fonction des règles d'assainissement locales.
Le plus gros volume (1,5 l par personne et par jour) est l'urine. Celle-ci doit être séparée à la source, c'est-à-dire que l'urine ne doit pas être souillée par les pathogènes (bactéries) contenues dans les fèces. Elle peut être collectée soit vers un réseau d'eaux usées, drainée ou stockée en réservoir.
Cette solution permet une valorisation de l'urine directement car l'urine contient de l'azote directement bio disponible. Celle-ci se vend sur les marchés à 400 € la tonne. Elle permet également de produire de l'électricité ou de l'AdBlue, un additif à base d'urée permettant de convertir jusqu'à 90 % des oxydes d'azote contenus dans les gaz d'échappement des moteurs diesel.
Cette solution permet également une valorisation des fèces non seulement en compost (décomposition aérobie), mais peut également permettre une méthanisation de la matière (production de gaz) et de chaleur (en cogénération) et même une production d'électricité. À grande échelle, c'est un potentiel d'autonomie en gaz de près de 50 % de nos besoins annuels en France.
Un autre système consiste à effectuer la séparation solide-liquide (fèces-urine) après usage, à l'aide d'un filtre, d'une grille, ou d'une passoire pour les systèmes simples. Le modèle le plus rudimentaire étant constitué d'une chaise trouée, d'un seau placé sous la chaise, d'une passoire et d'une bassine pour récupérer les liquides, d'un sac pour récupérer les fèces; ce qui en fait un système très peu onéreux et très facile à réaliser dans des régions où le manque de moyens et de technologie est criant. Avoir plusieurs seaux, sacs et passoires permet de mieux gérer l'usage du système. On peut utiliser des eaux de rinçages pour nettoyer le matériel, le passage par la passoire permettant de récupérer cette eau avec les urines. Les fèces sont par la suite compostés dans un sac stocké en terrasse ou dans un lieu aéré loin des pièces à vivre, puis dans un bac à compost disponible à proximité ; les urines et eaux de rinçages sont collectées ou drainées vers un réservoir.

#### Intérêts
L’intérêt principal de la séparation est de pouvoir valoriser indépendamment les fèces et les urines. L'urine est utilisable comme engrais directement sur les cultures selon un traitement simple pour sa valorisation directe en agriculture. Les fèces ne sont pas utilisables sans un traitement plus exigeant.
- Utilisation très similaire aux toilettes à eau
- Une fois secs, les excréments solides sont réduits des 4/5es, soit plus de 80 % en volume et en poids
- Lorsque les urines sont reliées aux eaux grises de la maison, la problématique de leur traitement est supprimée
- Les urines peuvent être collectées pour être épandues dans le jardin
- Pas de toilettes bouchées
- Particulièrement adapté aux maisons principales et à un usage de sanitaire collectif ou public, et accepté du public.

#### Limites
- Plus onéreux
- Plus technique à mettre en œuvre car il faut relier les urines aux eaux grises de la maison.
- L'urine nécessite soit d'être épandue soit d'être évacuée.

### Toilettes sèches associées au lombricompostage
Avec ce système, les vers du fumier (Eisenia foetida) transforment rapidement les matières organiques de sorte à les réduire à moins de 30 % du volume initial.

#### Intérêts
- Réduction à moins d’un tiers du volume de départ par une oxydation importante des matières fécales, en comparaison pour un compost par fermentation, il faut attendre plus d'un an pour une dégradation partielle.
- S’adapter à différentes fréquentations.
- Les vers rouges produisent un compost riche qui a la consistance d'un terreau. C’est un complément nutritionnel qui régénère le sol tout en favorisant la rétention d'eau. Ce compost est rapidement assimilable par les plantes.
- Absence de mauvaises odeurs, légère odeur d’humus.
- Pas de produits phytosanitaires.
- Ne nécessite aucun raccordement (électricité, eau, égout).
- Pas d’ajout de matière carbonée (copeaux) si séparation.
- Hygiènisation des matières traitées.

#### Limites
- L'urine nécessite soit d'être épandue soit d'être retraitée.
- Traitement des lixiviats.
- Nécessite la séparation des urines et des matières fécales.
- Attendre de 3 à 6 mois avant attaque des matières par les lombrics.
- Les lombrics doivent être maintenus dans des conditions de température et d'hygrométrie.

## Programmes pilotes
Il existe une alliance internationale sur cette question, nommée Sustainable Sanitation Alliance (SuSanA), créée en 2007 pour faciliter le travail collaboratif et partenarial autour d'une vision commune de l'assainissement durable. Son secrétariat est assuré par la GIZ (Coopération internationale allemande).
En Suède et en Chine, plusieurs programmes pilotes existent dans de petites villes. Ce système est développé également à Fribourg en Allemagne. Les excréments sont compostés pour un usage agricole ou ménager, et produisent du gaz par méthanisation. En effet, la fermentation d'une certaine quantité d'excréments est apte à produire suffisamment de méthane pour un usage domestique (chauffage, cuisson, etc.) ainsi que de l'électricité avec un mini-générateur.
En France, des toilettes à compost ont été mises à la disposition d'environ 30 000 visiteurs les 20, 21 et 22 février 2004 lors du salon Primevère à Lyon. Dans l'Écofestival organisé par l'association Heol également, du 20 au 22 juillet 2007, près de Châteaubriant. En juillet 2009 des toilettes sèches ont été mises à la disposition des 60 000 occupants du camping temporaire du festival des Vieilles Charrues à Carhaix.
En Suisse, un immeuble coopératif de 13 logements équipés uniquement de toilettes sèches est en exploitation depuis 2011 sur la commune de Cressy située dans le canton de Genève. Les matières sont rassemblées dans un bac où des lombrics les transforment en terreau destiné à l'agriculture.
Divers programmes encouragent la valorisation séparée de l'urine et des excréments compostés, dont au Kenya avec 9 écoles pionnières, et d'autres projets en Éthiopie,, au Népal ou portent sur la gestion particulière de l'hygiène lors des menstruations au Cambodge ou encore au Royaume-Uni. Une check-list a été produite pour la zone sahélienne.

## Réglementation
En France, l'utilisation des toilettes sèches est réglementée par les dispositions portant sur l'assainissement non collectif,.